# Даксвайлер
Даксвайлер (нім. Daxweiler) — громада в Німеччині, розташована в землі Рейнланд-Пфальц. Входить до складу району Бад-Кройцнах. Складова частина об'єднання громад Штромберг.
Площа — 16,65 км2. Населення становить 730 ос. (станом на 31 грудня 2020).

## Галерея

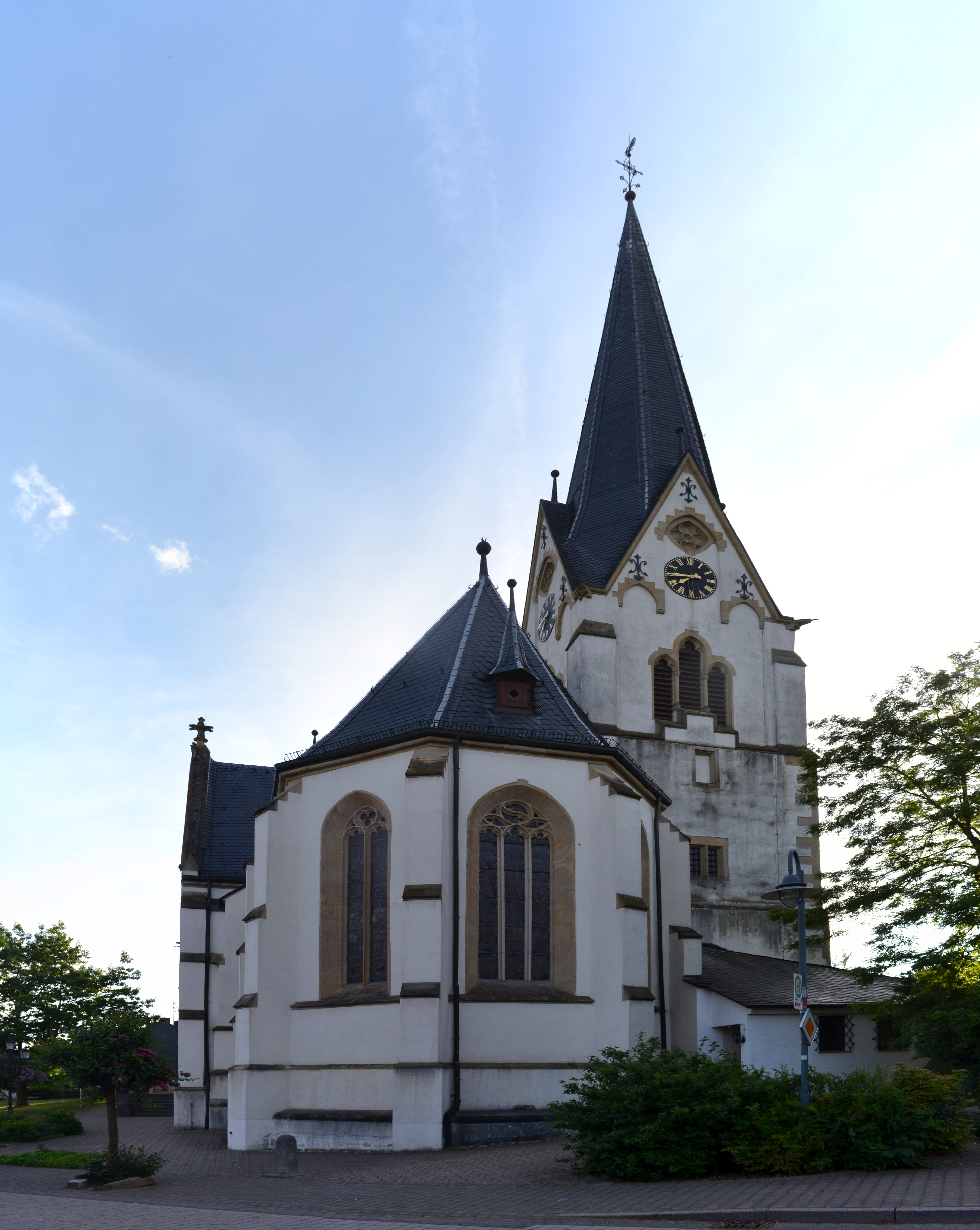
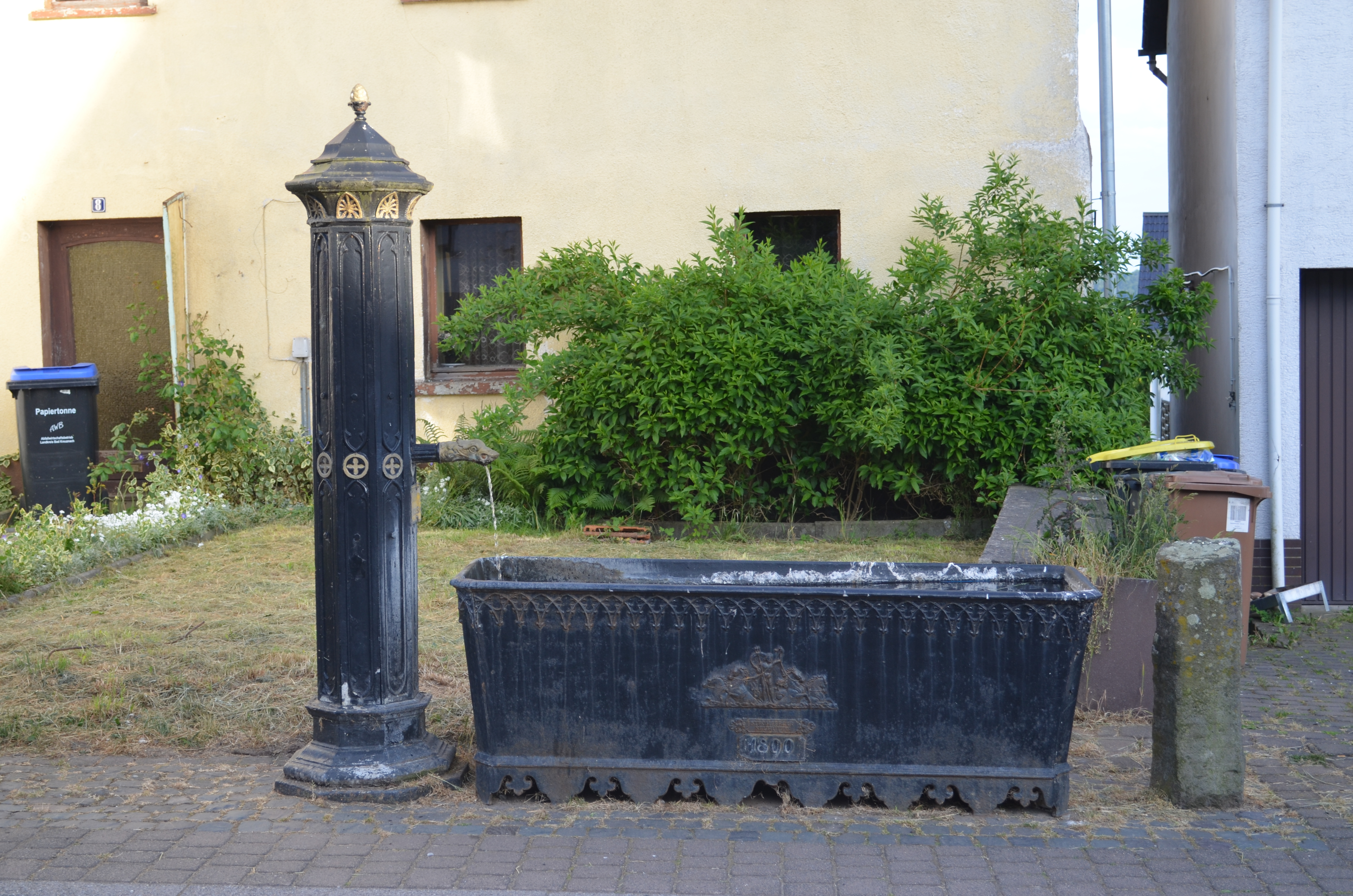
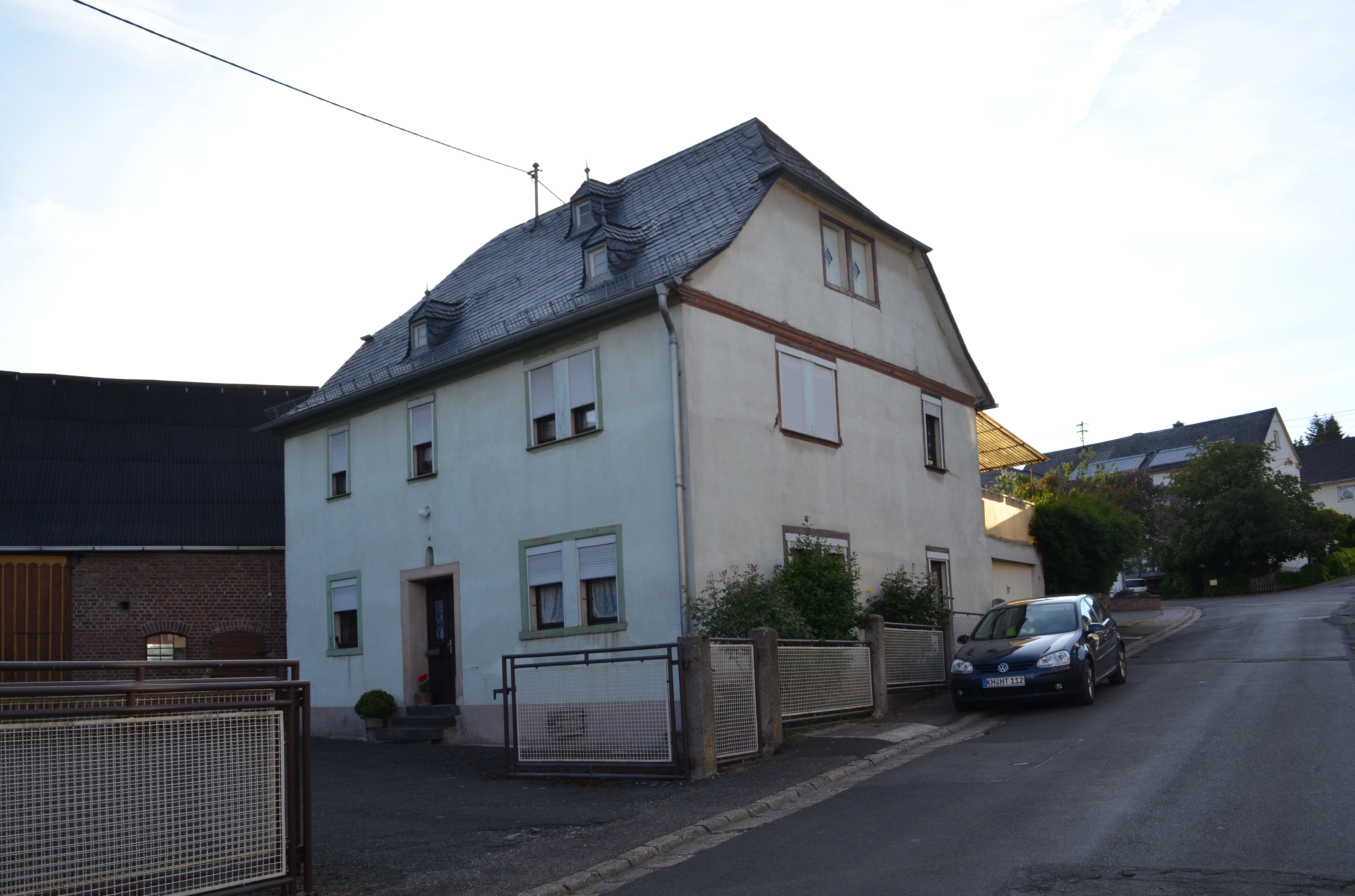